# Rodzina planetoidy Themis
Rodzina planetoidy Themis – jedna z rodzin planetoid z pasa głównego, w skład której wchodzą planetoidy charakteryzujące się parametrami orbit podobnymi do planetoidy (24) Themis. Wszystkie one krążą po trajektoriach zawierających się w przedziale od 3,08 do 3,24 j.a. od Słońca, ich nachylenie względem ekliptyki mieści się w przedziale od 0º do 3º, a mimośrody od 0,09 do 0,22.
Obecnie znanych jest 535 przedstawicielek tej rodziny. Najważniejsze z nich to: 
- (24) Themis
- (62) Erato
- (90) Antiope
- (104) Klymene
- (171) Ophelia
- (468) Lina
- (526) Jena
- (846) Lipperta